# Milena Mavrodieva
Milena Mavrodieva, née le 4 août 1974, est une gymnaste artistique bulgare.

## Palmarès

### Championnats d'Europe
- Bruxelles 1989
  -  médaille d'argent au saut de cheval

- Le Pirée 1990
  -  médaille de bronze au sol